# Filth (álbum)
Filth es el primer LP, segundo álbum de estudio y debut del grupo de rock experimental Swans, publicado el 27 de mayo de 1983 a través de Neutral Records. Aunque no recibió mucha atención en su momento, Filth ha sido reconocido como un álbum adelantado a su tiempo y significativo para la música industrial.
Musicalmente, el álbum es sombrío, agresivo y deliberadamente repetitivo, definido por dos bajistas que duplican persistentemente el mismo acorde, dos baterías sonando de forma caótica, y guitarras distorsionadas. El álbum abarca temas como la decadencia social, la corrupción, la violación y el abuso de poder.

## Lista de canciones
Todas las letras escritas por Michael Gira, toda la música compuesta por Swans (Michael Gira, Jonathan Kane, Roli Mosimann, Norman Westberg, Harry Crosby). 
| Cara A |                   |          |  |
| N.º    | Título            | Duración |  |
| 1.     | «Stay Here»       | 5:44     |  |
| 2.     | «Big Strong Boss» | 3:07     |  |
| 3.     | «Blackout»        | 3:49     |  |
| 4.     | «Power for Power» | 6:03     |  |

| Cara B |               |          |  |
| N.º    | Título        | Duración |  |
| 1.     | «Freak»       | 1:15     |  |
| 2.     | «Right Wrong» | 4:48     |  |
| 3.     | «Thank You»   | 3:56     |  |
| 4.     | «Weakling»    | 5:30     |  |
| 5.     | «Gang»        | 3:20     |  |